# Брик Варвара Прокопівна
Варвара Прокопівна Брик (нар. 28 листопада 1908, Полтава — пом. 2 лютого 1989, Вінниця) — українська радянська майстриня народної вишивки.

## Біографія
Народилася 28 листопада 1908 року в місті Полтаві (тепер Україна). 1931 року закінчила Полтавський технікум промислової кооперації. Протягом 1948–1974 років працювала завідуючою виробництва, майстром цеху, творчим майстром Вінницької фабрики художніх виробів імені Тараса Шевченка.
Померла у Вінниці 2 лютого 1989 року.

## Творчість
Виконувала жіночі блузки, чоловічі сорочки, скатертини, рушники («Ювілейний», 1970), оздоблені вишивкою за традиціями народного мистецтва Поділля. 
Твори зберігаються у Національному музеї українського народного декоративного мистецтва.